# Gare de Berlin-Wannsee
La gare de Berlin-Wannsee est une gare ferroviaire berlinoise reliant différents moyens de transport des lignes régionales (Regional-Express et Regionalbahn) et du S-Bahn. Point d'intersection de la ligne du Wannsee avec la ligne de Berlin à Blankenheim, elle est située dans le quartier de Wannsee (près du lac éponyme), dans le sud-ouest de l'agglomération berlinoise.

## Situation ferroviaire

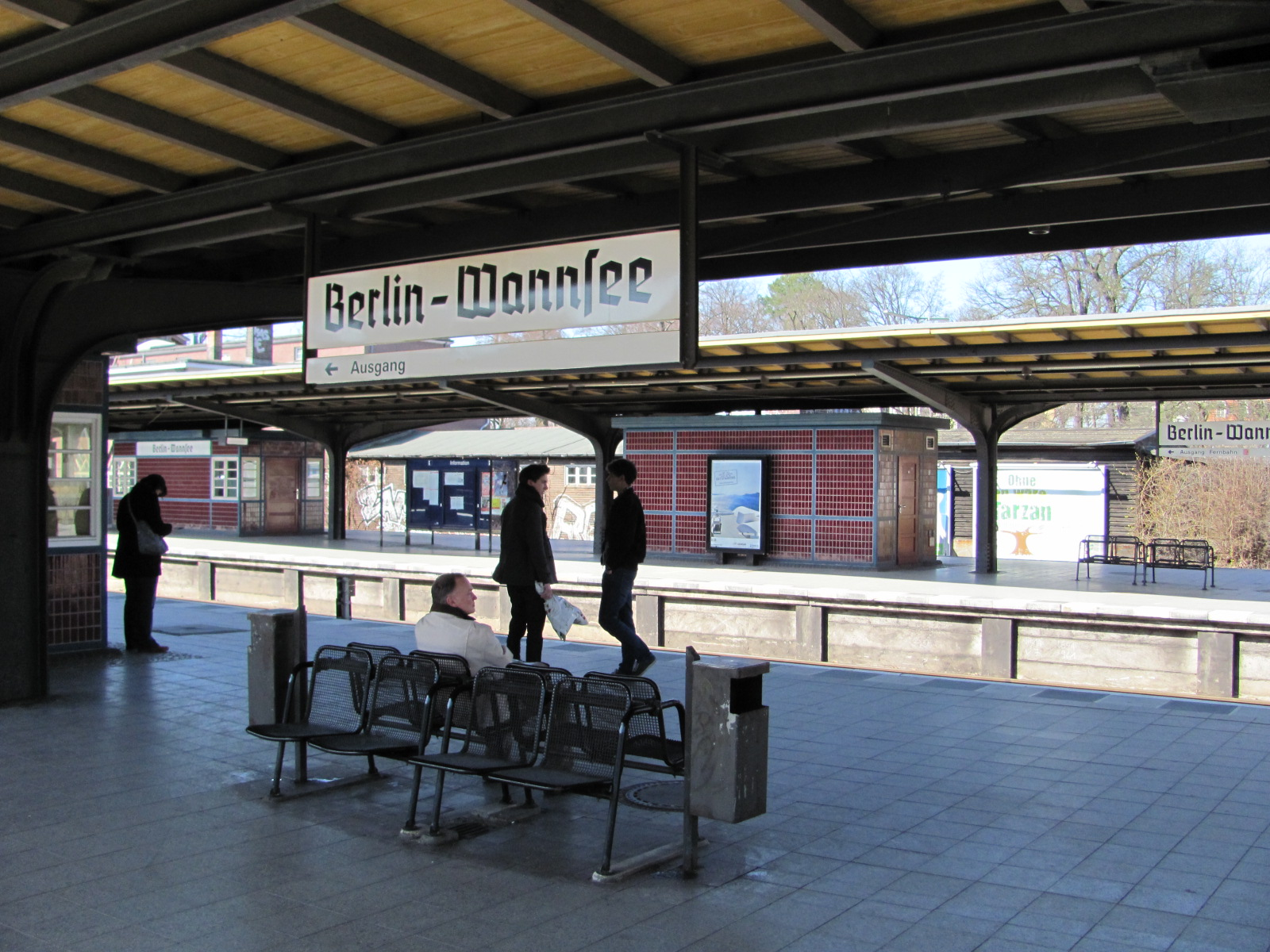
Vue sur les quais du S-Bahn.

La gare est située au point kilométrique (PK) 18,61 de la ligne du Wannsee (Wannseebahn) et au PK 12,76 de la ligne de Berlin à Blankenheim (l'ancienne « ligne des canons »), entre la gare de Berlin-Nikolassee et la gare de Potsdam-Griebnitzsee. Elle est constituée de trois quais centraux et un quai latéral parallèles. Deux quais centraux, réservés au S-Bahn, sont au nord-ouest ; les autres, réservés aux trains régionaux, se trouve dans la zone sud-est. 